# Buff Bay
Buff Bay est une ville en Jamaïque, située dans la paroisse de Portland, dans le comté de Surrey (Jamaïque).
La ville compte 4 678 habitants en 2011.